# Peter Eastgate
Peter Eastgate (13 de dezembro de 1985) é um jogador profissional de pôquer. Seu principal resultado foi o título do "Main Event" (Evento Principal) da Série Mundial de Pôquer de 2008.[carece de fontes?]

## Principais resultados
| Ano  | Torneio                               | Prêmio (US$) | Pos. |
| ---- | ------------------------------------- | ------------ | ---- |
| 2008 | WSOP - $ 10,000 Main Event NL Hold'em | $9,119,517   | 1º   |
| 2009 | WSOP - $ 10,000 Main Event NL Hold'em | $68,979      | 78º  |

## Ganhos
Seus ganhos são de $11,311,881[carece de fontes?]